# Georg Endress
Georg H. Endress, né le 9 janvier 1924 à Fribourg-en-Brisgau et mort le 14 décembre 2008 à Arlesheim en Suisse, est un entrepreneur suisse-allemand dans le domaine de l'instrumentation de mesure et de la régulation.
Il est le fondateur de la société Endress+Hauser. 

## Biographie
Georg Endress est le fils d'un directeur d'usine. Jeune homme, il s'installe à Zagreb avec sa famille, où il va à l'école. Il a fréquenté d'autres écoles à Bâle (Suisse) où il a passé des examens de fin d'études, puis a fait un apprentissage de mécanicien, après quoi il a étudié l'ingénierie à Zürich. 
Il a travaillé pour plusieurs entreprises suisses et une entreprise anglaise, avant de fonder en 1953 à Lörrach avec le banquier Ludwig Hauser une société de distribution pour les appareils de mesure de niveau, devenue Endress+Hauser AG. L'entreprise a commencé à produire ses propres instruments en 1956. Après avoir connu le succès en Europe, des filiales ont été ouvertes aux États-Unis et au Japon (1970) et en Chine (1980). En 1995, Georg Endress a cédé le contrôle de l'entreprise à son fils Klaus Endress. 
Georg Endress se sentait particulièrement responsable envers le Dreiländereck « le pays des 3 Frontières » où l'Allemagne, la France et la Suisse se rencontrent. Il voulait, comme il le disait lui-même, supprimer les barrières psychologiques nationales. Il a initié des formations d'apprentis et d'ingénieurs dans la région du Rhin supérieur et a impulsé des cours internationaux à l'Université de Lörrach. L'organisation tri nationale « BioValley Organisation » a été créée à son initiative. 
En outre, il a été membre de l'Organisation du commerce de Baden (WVIB, Wirtschaftsverband industrieller Unternehmen Baden) et de l'Association professionnelle régionale de la Forêt-Noire et du Rhin supérieur (Regio-Gesellschaft Schwarzwald-Oberrhein).
Il épousa Alice Vogt en 1946 ; fin 2008, cinq de leurs huit enfants étaient actifs chez Endress+Hauser AG. 

## Prix et distinctions honorifiques
- Croix fédérale du Mérite, 1re classe
- Docteur honoris causa de l'Université de Bâle
- Docteur honoris causa de l'Université de Fribourg
- Médaille de service du Land de Bade-Wurtemberg
- Chevalier de la Légion d'Honneur 2000
- Président d'honneur de la BioValley and Trade Association WVIB
- Citoyen d'honneur d'Indianapolis (USA) et de la communauté de Maulburg (Bade-Wurtemberg)
- Le Prix Bartholdi de l'Université du Rhin supérieur a été décerné à titre posthume à Georg Endress en 2011.

## Travaux
- Avec Lothar Spaeth, Martin Saettler, Rainer Roeder et Dieter Pfister, Technologietransfer in Konzeption und Praxis (transfert de technologie, conception et pratique), Poller, Stuttgart 1987,  (ISBN 3-87959-305-1)
- Veröffentlichungen des International Hightech Forum, Bâle 3)